# Zeche Scherenberg altes Werk
Die Zeche Scherenberg altes Werk ist ein ehemaliges Steinkohlenbergwerk in Sprockhövel-Haßlinghausen.

## Bergwerksgeschichte
Im Jahr 1797 wurde am Schacht Isaak abgebaut. Im Jahr 1805 waren die Schächte Johann und Friedrich in Betrieb. In diesem Jahr wurden 730 Tonnen Steinkohle gefördert. Im Jahr 1808 wurde am Schacht Petri abgebaut, in diesem Jahr wurden 703 Tonnen Steinkohle gefördert. Im Jahr 1810 waren die Schächte Anton, Caroline und Paulus in Betrieb. Im Jahr 1815 wurden noch einige Wochen Restabbau am Schacht Sibilla betrieben. Ab Februar desselben Jahres wurde die Zeche Scherenberg altes Werk stillgelegt. Im Juni des Jahres 1818 wurde das Bergwerk wieder in Betrieb genommen. Bis zum Jahresende wurde über dem Oberstollen abgebaut. Es wurde im Vereinigten Schacht gefördert. Ab dem Dezember des Jahres 1819 wurde die Zeche Scherenberg altes Werk der Zeche Lehnbank zugeschlagen.